# 友道康夫
友道 康夫（ともみち やすお、1963年8月11日 - ）は、中央競馬・栗東トレーニングセンターに所属している調教師。
息子に高柳大輔厩舎所属の友道優一調教助手がいる。

## 来歴
兵庫県赤穂市坂越の出身。昭和57年（1982年）3月に兵庫県立赤穂高等学校を卒業。小動物の獣医を目指し大阪府立大学（現：大阪公立大学）の農学部獣医学科に入学し、大学の馬術部に入部する。馬術部の活動の一環として競馬場へ警備のアルバイトへ行くことで競馬に携わるようになる。
1989年5月にJRA競馬学校厩務員課程に入学し、9月より栗東・浅見国一厩舎所属の厩務員となり、11月からは調教助手となる。
1996年からは栗東・松田国英厩舎所属となり、松田の勧めもあり調教師を目指すようになり、2001年に6度目の挑戦で調教師免許を取得し、2002年11月21日付けで厩舎を開業（10馬房）する。開業時に同年7月19日に引退解散した旧新井仁厩舎所属だった5頭が移籍することになった。11月30日、初出走となった中京競馬場での第1競走は、ランドチャレンジが13着となる。12月1日に中京競馬場での第6競走で延3頭目となるインターマーベラスで初勝利を挙げる。
2003年6月25日に園田競馬場で行われた円山川特別が地方競馬初出走となりゼンノマングローブが2着。
2005年には朝日チャレンジカップをワンモアチャッターで制し、重賞初勝利を挙げる。
2007年9月1日、小倉3Rでジャイアンツエールが1着となり、現役165人目となる通算100勝をJRA828戦目で達成する。
2008年5月4日、第137回天皇賞をアドマイヤジュピタで勝利し、厩舎開業以来初となるGI勝利を獲得した。
2009年4月19日、管理馬のアンライバルドが第69回皐月賞に優勝し、クラシック競走制覇を果たした。
2011年6月4日、阪神10Rでアドマイヤベルナが1着となり、現役117人目となるJRA通算200勝を達成した。
2013年5月12日、東京競馬場で行われた第8回ヴィクトリアマイルで、管理馬のヴィルシーナが優勝。翌2014年5月18日の第9回ヴィクトリアマイルで、ヴィルシーナが前年に続き優勝し同レース初の連覇達成。
2014年3月29日、中京10Rでワールドインパクトが1着となり、現役67人目となるJRA通算300勝を達成した。
2016年5月29日、管理馬のマカヒキが、第83回東京優駿に勝ち、日本ダービー初勝利。同年11月6日、東京11Rアルゼンチン共和国杯でシュヴァルグランが1着となり、現役46人目となるJRA通算400勝を重賞制覇で達成した。
2019年4月21日、京都9Rでネプチュナイトが1着となり、現役25人目となるJRA通算500勝を3552戦目で達成した。
2021年5月8日、中京11R京都新聞杯でレッドジェネシスが勝ち、現役16人目となるJRA通算600勝を4099戦目で達成した。
2022年10月1日、シリウスステークスでジュンライトボルトが勝利し、JRA重賞55勝目にして初のダート重賞制覇となった。
2023年11月18日に東京5Rでジャスティンミラノ（トム・マーカンド騎手）が1着となり、史上57人目、現役9人目のJRA通算700勝を4826戦目で達成した。
2025年5月25日、カムニャックが優駿牝馬を勝利し同競走初制覇。この勝利でG1通算勝利数が23勝となり、池江泰寿に並ぶ現役最多タイとした。またクラシックおよび八大競走完全制覇まで残すは桜花賞のみとなった。

## 調教師成績
|            | 日付           | 競馬場・開催  | 競走名          | 馬名               | 頭数 | 人気 | 着順 |
| ---------- | -------------- | ------------- | --------------- | ------------------ | ---- | ---- | ---- |
| 初出走     | 2002年11月30日 | 3回中京1日1R  | 2歳未勝利       | ランドチャレンジ   | 16頭 | 16   | 13着 |
| 初勝利     | 2002年12月1日  | 3回中京2日6R  | 3歳上500万下    | インターマーベラス | 16頭 | 1    | 1着  |
| 重賞初出走 | 2003年6月14日  | 2回東京7日10R | 東京ハイJ       | エムテスカイ       | 14頭 | 11   | 11着 |
| 重賞初勝利 | 2005年9月10日  | 4回阪神1日11R | 朝日チャレンジC | ワンモアチャッター | 14頭 | 1    | 1着  |
| GI初出走   | 2006年4月16日  | 3回中山8日11R | 皐月賞          | サクラメガワンダー | 18頭 | 4    | 6着  |
| GI初勝利   | 2008年5月4日   | 3回京都4日11R | 天皇賞（春）    | アドマイヤジュピタ | 14頭 | 3    | 1着  |

## 主な管理馬

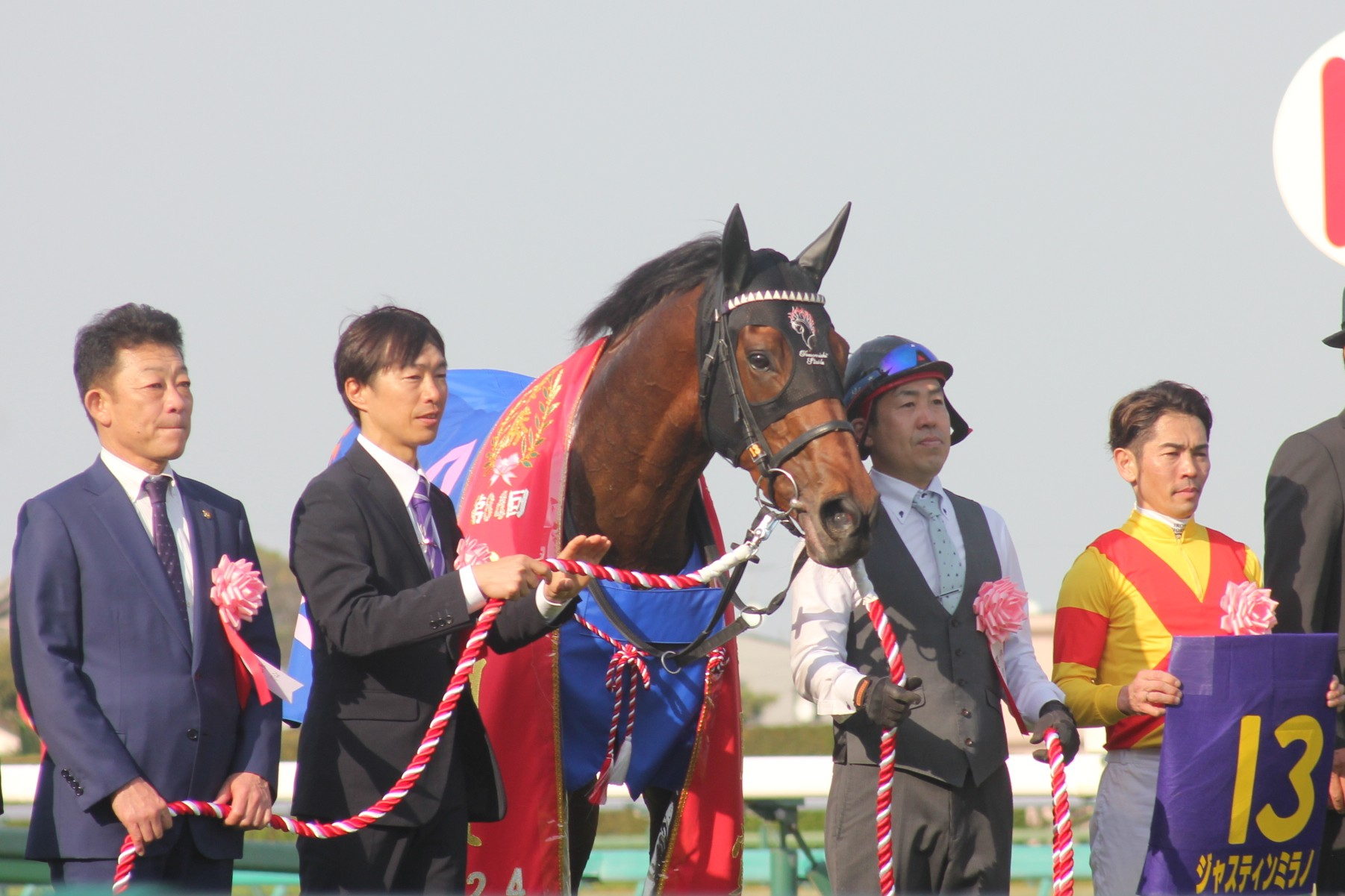
ジャスティンミラノの口取り式にて
（2024年皐月賞）

### GI級競走優勝馬
- アドマイヤジュピタ（2007年アルゼンチン共和国杯、2008年阪神大賞典、天皇賞（春））
- アンライバルド（2009年スプリングステークス、皐月賞）
- ヴィルシーナ（2012年クイーンカップ、2013年・2014年ヴィクトリアマイル）
- クラリティスカイ（2014年いちょうステークス、2015年NHKマイルカップ[19]）→ 2016年7月に美浦/斎藤誠厩舎に転厩[20]
- マカヒキ（2016年弥生賞、東京優駿、ニエル賞、2021年京都大賞典）
- シュヴァルグラン（2016年阪神大賞典、アルゼンチン共和国杯、2017年ジャパンカップ）
- ヴィブロス（2016年秋華賞[21]、2017年ドバイターフ）
- ワグネリアン （2017年東京スポーツ杯2歳ステークス、2018年東京優駿、神戸新聞杯）
- アドマイヤマーズ（2018年デイリー杯2歳ステークス、朝日杯フューチュリティステークス、2019年NHKマイルカップ、香港マイル）
- ワールドプレミア （2019年菊花賞、2021年天皇賞（春））[22]
- ドウデュース （2021年朝日杯フューチュリティステークス、2022年東京優駿、2023年京都記念、有馬記念、2024年天皇賞（秋）、ジャパンカップ）[22]
- ポタジェ（2022年大阪杯）[22]
- ジュンライトボルト（2022年シリウスステークス、チャンピオンズカップ）[22]
- ジャスティンミラノ（2024年共同通信杯、皐月賞）
- アドマイヤズーム（2024年朝日杯フューチュリティステークス）[23]
- カムニャック（2025年フローラステークス、優駿牝馬）

### 重賞競走優勝馬
- ワンモアチャッター（2005年朝日チャレンジカップ）
- サクラメガワンダー（2005年ラジオたんぱ杯2歳ステークス、2006年・2008年鳴尾記念、2009年金鯱賞）
- ムードインディゴ（2009年府中牝馬ステークス）
- フレールジャック（2011年ラジオNIKKEI賞）
- パッションダンス（2013年新潟大賞典、2015年新潟記念、2016年新潟大賞典）
- ムスカテール（2013年目黒記念[1]）
- マーティンボロ（2014年中日新聞杯、新潟記念）
- シングウィズジョイ（2015年フローラステークス、ターコイズステークス）[24]
- アドマイヤミヤビ（2017年クイーンカップ）
- ユーキャンスマイル （2019年ダイヤモンドステークス、新潟記念、2020年阪神大賞典）[22]
- マイラプソディ （2019年京都2歳ステークス）[22]
- レッドアネモス （2020年クイーンステークス）[22]
- ブラヴァス（2020年新潟記念）[22]
- ランブリングアレー（2021年中山牝馬ステークス）[22]
- デゼル（2021年阪神牝馬ステークス）[22]
- レッドジェネシス（2021年京都新聞杯）[22]
- ヨーホーレイク（2022年日経新春杯、2024年鳴尾記念、2025年京都記念）[22]
- ハーパー（2023年クイーンカップ）[22]
- サトノグランツ（2023年京都新聞杯、神戸新聞杯）[22]
- ヒートオンビート（2023年目黒記念）[22]
- ディヴィーナ（2023年府中牝馬ステークス）[22]
- レッドラディエンス（2024年七夕賞）
- ジュンブロッサム（2024年富士ステークス）[25]
- ショウヘイ（2025年京都新聞杯）
- アドマイヤテラ（2025年目黒記念）

### その他
- スカイディグニティ（2012年セントライト記念2着、菊花賞2着）
- エタリオウ（2018年青葉賞2着、神戸新聞杯2着、菊花賞2着、2019年日経賞2着）

## 表彰歴
- 優秀調教師賞（2012年、2015年 - 2018年、2020年 - 2021年、2024年）
- JRA賞最多賞金獲得調教師（2018年、2024年）
- JRA賞最高勝率調教師（2020年）
- 中京競馬記者クラブ賞（2022年）

## 主な厩舎所属者
- 西村真幸（2002年 - 2005年 調教助手）